# Индекс относительной силы
Индекс относительной силы (RSI от англ. relative strength index) — индикатор технического анализа, определяющий силу тренда и вероятность его смены.
Популярность RSI обусловлена простотой его интерпретации. Индикатор может рисовать фигуры технического анализа — «голова-плечи», «вершина» и другие, которые часто анализируют наравне с графиком цены.
Индикатор разработан У. Уайлдером и был опубликован в журнале Commodities в июне 1978 года. Уайлдер советовал использовать двухнедельный период, сегодня трейдеры помимо этого периода времени применяют также девятидневный и 25-дневный индексы. В настройках по умолчанию в торговом терминале MetaTrader 4 индикатор имеет период 14, как и большинство осцилляторов.

## Расчёт
Для расчёта RSI используются положительные (U) и отрицательные (D) ценовые изменения. День называется «восходящим», если цена закрытия сегодня выше, чем вчера.
{\displaystyle U=close_{today}-close_{yesterday}}
{\displaystyle D=0}
День называется «нисходящим», если цена закрытия сегодня ниже, чем вчера.
{\displaystyle U=0}
{\displaystyle D=close_{yesterday}-close_{today}}
Если цены закрытия сегодня и вчера равны, то U и D равны 0. После значения U и D сглаживаются с помощью модифицированной экспоненциальной скользящей средней с периодом N. Таким образом, рассчитывается сначала т. н. «относительная сила» (англ. Relative Strength, RS):
{\displaystyle RS={EMA[N]\;of\;U \over EMA[N]\;of\;D}}
На основе RS рассчитывается и сам RSI:
{\displaystyle RSI=100-{100 \over (1+RS)}}
Легко убедиться, что:
{\displaystyle RSI=100{EMA[N]\;of\;U \over EMA[N]\;of\;U+EMA[N]\;of\;D}}
Следует заметить, что:
1. Автор использовал именно модифицированную (или «сглаженную») скользящую среднюю (SMMA), а не обычную экспоненциальную скользящую среднюю (EMA). Они отличаются выбором сглаживающей константы.
2. При расчёте RS необходимо учитывать ситуацию, когда знаменатель оказывается равным нулю. Подобное возможно при использовании простой скользящей средней (SМА), когда за весь период усреднения цена шла только вверх и, соответственно, все значения {\displaystyle D=0}. В этом случае необходимо принимать: {\displaystyle RSI=100} .

## Сигналы
- Перепроданность (ниже 30) — высока вероятность, что цена начнёт расти.
- Перекупленность (выше 70) — высока вероятность, что цена начнёт снижаться.
- Дивергенция (расхождение) — когда график индикатора образует последовательные экстремумы с направленностью, противоположной направленности экстремумов графика цены (например, на индикаторе второй максимум ниже, чем первый, а на графике цены второй максимум выше первого) — высока вероятность ослабления текущего тренда, есть потенциал разворота тренда, обычно цена после таких сигналов движется в направлении RSI.
- Совпадение тренда на индикаторе с трендом на ценовом графике является подтверждением продолжения текущего тренда.

### RSI в качестве фильтра
Также RSI можно использовать в качестве фильтра. Нельзя покупать, когда рынок уже перекуплен, то есть когда RSI выше уровня перекупленности. Нельзя продавать, когда рынок уже перепродан, то есть когда RSI ниже уровня перепроданности.